# مال وطني (فلم)
 مال وطني هو فيلم دراما جزائري صدر عام 2007، وهو من إخراج فاطمة بلحاج.

## قصة الفيلم
يتناول قصة عائلة جزائرية فقيرة تعيش تحت ظروف العشرية السوداء، وتحاول إبراز الأبعاد الحقيقية لظاهرة العنف. تصبح الأم مجبرة على الخروج للعمل بعد فقدانها لزوجها، وتسعى للحصول على المال من جانب، ورعاية بناتها الخمس من جانب آخر.

## الممثليين
- شافية بوذراع في دور الباتول،
- وصالح أوقروت في دور حسيسن.
- آمال حيمر في دور علجية
- صليحة كرباش